# Mân (Thập quốc)

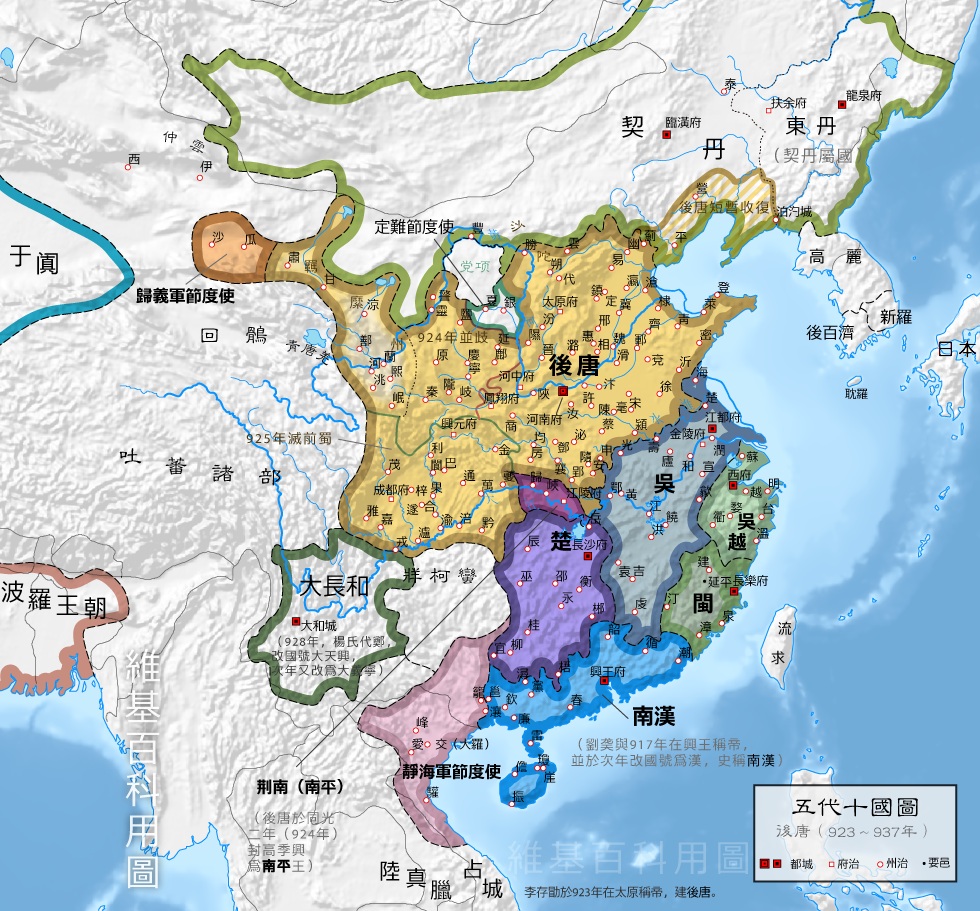
Thời nhà Hậu Đường (923-936)
Mân (閩)
nhà Hậu Đường
Ngô (吳)
Ngô Việt (吳越)
Sở (楚)
Nam Hán (南漢)
Tĩnh Hải quân tiết độ sứ (靜海軍節度使)
Kinh Nam (荆南)

Mân (tiếng Trung: 閩) là một trong mười nước tồn tại trong khoảng thời gian từ năm 909 tới năm 945. Vương quốc này tồn tại trong khu vực miền núi tỉnh Phúc Kiến ngày nay và có lịch sử cai trị gần như độc lập. Kinh đô nhà nước này đặt tại Phúc Châu và do Vương Thẩm Tri (862-925) thành lập.

## Thành lập
Năm Cảnh Phúc thứ hai (893) đời Đường Chiêu Tông, Vương Triều đánh chiếm Phúc Châu. Ông được nhà Đường phong làm Phúc Kiến Quan sát sứ, sau thăng lên làm Uy Vũ quân tiết độ sứ. Tháng 12 năm Càn Ninh thứ 4 (tháng 1 năm 898), Vương Triều chết. Em là Vương Thẩm Tri được phong làm Lang Nha vương.
Năm 909, hai năm sau khi nhà Đường sụp đổ, Vương Thẩm Tri được nhà Hậu Lương phong Mân Vương. Sau này, con Vương Thẩm Tri là Vương Diên Quân tự xưng Hoàng đế nước Mân năm 933, niên hiệu Long Khải. Từ thời điểm này trở đi, Vương Thẩm Tri được truy phong Mân Thái Tổ.

## Lãnh thổ
Kinh đô nước Mân đặt tại Phúc Châu. Vương quốc này chỉ giới hạn trong khu vực tỉnh Phúc Kiến ngày nay.

## Chính quyền
Lãnh thổ nước Mân là tương đối cô lập và không bằng phẳng, vì thế nó không được thịnh vượng về mặt kinh tế như các khu vực khác của Trung Quốc khi đó. Triều đình nước Mân đã cố gắng để thu hút các học giả đến hỗ trợ việc xây dựng một hệ thống quan lại và thuế má có hiệu quả nhằm đưa nước này đạt tới các chuẩn mực đương thời. Thương mại đường biển đã phát triển khá thành công trong thời gian này và nó còn được tiếp tục trong thời gian sau này dưới các triều đại khác.

## Nước Ân
Năm 943, một trong số các con trai Vương Thẩm Tri là Vương Diên Chính đã tuyên bố tách ra khỏi nước Mân, tại khu vực phía tây bắc của nhà nước này, lập ra nước Ân. Nước Mân khi đó do Vương Diên Hi làm Hoàng đế đã đề nghị Nam Đường giúp đỡ để tiêu diệt nước Ân. Nhưng thay vì giúp đỡ chính quyền nước Mân thì Nam Đường lại nhân đó tìm cách thôn tính toàn bộ vùng lãnh thổ này về mình.

## Sụp đổ
Nhận thấy mối đe dọa của Nam Đường, Triều đình Mân đã tìm cách liên minh với Vương quốc Ngô Việt ở phía bắc. Tuy nhiên, nước Ngô Việt nhỏ bé không thể cứu giúp Mân trước Nam Đường to lớn và điều này không cản nổi cuộc hành quân của Nam Đường vào Mân. Nam Đường Nguyên Tông Lý Cảnh sáp nhập gần như toàn bộ vương quốc Mân thành đất đai của mình năm 945.

## Các vị vua nước Mân
| Miếu hiệu (廟號) | Thụy hiệu (諡號)                                                     | Tự hiệu                   | Sinh-Mất | Trị vì  | Niên hiệu (年號), thời gian                                                                        |
| ---------------- | -------------------------------------------------------------------- | ------------------------- | -------- | ------- | -------------------------------------------------------------------------------------------------- |
| Mân Thái Tổ      | Trung Ý Vương, sau là Chiêu Vũ Hiếu Hoàng đế                         | Vương Thẩm Tri (王審知)   | 862-925  | 909-925 | Khai Bình (909-911) Càn Hóa (911-915) Trinh Minh (915-921) Long Đức (921-923) Đồng Quang (923-925) |
| Không tồn tại    | Mân Tự Vương                                                         | Vương Diên Hàn (王延翰)   | ?-927    | 925-926 | Thiên Thành                                                                                        |
| Mân Huệ Tông     | Tề Túc Minh Hiếu Hoàng đế                                            | Vương Diên Quân (王延鈞)  | ?-935    | 926-935 | Thiên Thành (926-930) Trường Hưng (930-932) Long Khải (933-934) Vĩnh Hòa (935-936)                 |
| Mân Khang Tông   | Thánh Thần Anh Duệ Văn Minh Quảng Vũ Ứng Đạo Đại Hoằng Hiếu Hoàng đế | Vương Kế Bằng (王繼鵬)    | ?-939    | 936-939 | Thông Văn (936-939)                                                                                |
| Mân Cảnh Tông    | Duệ Văn Quảng Vũ Minh Thánh Nguyên Đức Long Đạo Đại Hiếu Hoàng đế    | Vương Diên Hi (王延羲)    | ?-944    | 939-943 | Vĩnh Long (939-943)                                                                                |
| Không tồn tại    | Không tồn tại                                                        | Chu Văn Tiến (朱文進)     | ?-945    | 943-945 | Không rõ                                                                                           |
| Mân Ân Đế        | Thiên Đức Đế (nước Ân)                                               | Vương Diên Chính (王延政) | ?-951    | 943-945 | Thiên Đức (943-945)                                                                                |

|                                       |                                       |                                       |                                       |                                       |                                       |  |  | Vương Nhẫm                                   |                                              |                                              |                                              |                                              |                                              |  |  |                                           |                                           |                                           |                                           |                                           |                                           |  |  |                                                       |                                                       |                                                       |                                                       |                                                       |                                                       |  |  |  |  |  |  |  |  |  |  |  |  |
|                                       |                                       |                                       |                                       |                                       |                                       |  |  |                                              |                                              |                                              |                                              |                                              |                                              |  |  |                                           |                                           |                                           |                                           |                                           |                                           |  |  |                                                       |                                                       |                                                       |                                                       |                                                       |                                                       |  |  |  |  |  |  |  |  |  |  |  |  |
|                                       |                                       |                                       |                                       |                                       |                                       |  |  |                                              |                                              |                                              |                                              |                                              |                                              |  |  |                                           |                                           |                                           |                                           |                                           |                                           |  |  |                                                       |                                                       |                                                       |                                                       |                                                       |                                                       |  |  |  |  |  |  |  |  |  |  |  |  |
| Vương Triều 846-898                   | Vương Triều 846-898                   | Vương Triều 846-898                   | Vương Triều 846-898                   | Vương Triều 846-898                   | Vương Triều 846-898                   |  |  | 1 Mân Thái Tổ Vương Thẩm Tri 862-909-925     | 1 Mân Thái Tổ Vương Thẩm Tri 862-909-925     | 1 Mân Thái Tổ Vương Thẩm Tri 862-909-925     | 1 Mân Thái Tổ Vương Thẩm Tri 862-909-925     | 1 Mân Thái Tổ Vương Thẩm Tri 862-909-925     | 1 Mân Thái Tổ Vương Thẩm Tri 862-909-925     |  |  |                                           |                                           |                                           |                                           |                                           |                                           |  |  |                                                       |                                                       |                                                       |                                                       |                                                       |                                                       |  |  |  |  |  |  |  |  |  |  |  |  |
| Vương Triều 846-898                   | Vương Triều 846-898                   | Vương Triều 846-898                   | Vương Triều 846-898                   | Vương Triều 846-898                   | Vương Triều 846-898                   |  |  | 1 Mân Thái Tổ Vương Thẩm Tri 862-909-925     | 1 Mân Thái Tổ Vương Thẩm Tri 862-909-925     | 1 Mân Thái Tổ Vương Thẩm Tri 862-909-925     | 1 Mân Thái Tổ Vương Thẩm Tri 862-909-925     | 1 Mân Thái Tổ Vương Thẩm Tri 862-909-925     | 1 Mân Thái Tổ Vương Thẩm Tri 862-909-925     |  |  |                                           |                                           |                                           |                                           |                                           |                                           |  |  |                                                       |                                                       |                                                       |                                                       |                                                       |                                                       |  |  |  |  |  |  |  |  |  |  |  |  |
|                                       |                                       |                                       |                                       |                                       |                                       |  |  |                                              |                                              |                                              |                                              |                                              |                                              |  |  |                                           |                                           |                                           |                                           |                                           |                                           |  |  |                                                       |                                                       |                                                       |                                                       |                                                       |                                                       |  |  |  |  |  |  |  |  |  |  |  |  |
| 2 Mân Tự Chủ Vương Diên Hàn ?-925-926 | 2 Mân Tự Chủ Vương Diên Hàn ?-925-926 | 2 Mân Tự Chủ Vương Diên Hàn ?-925-926 | 2 Mân Tự Chủ Vương Diên Hàn ?-925-926 | 2 Mân Tự Chủ Vương Diên Hàn ?-925-926 | 2 Mân Tự Chủ Vương Diên Hàn ?-925-926 |  |  | 3 Mân Huệ Tông Vương Diên Quân ?-926-933-935 | 3 Mân Huệ Tông Vương Diên Quân ?-926-933-935 | 3 Mân Huệ Tông Vương Diên Quân ?-926-933-935 | 3 Mân Huệ Tông Vương Diên Quân ?-926-933-935 | 3 Mân Huệ Tông Vương Diên Quân ?-926-933-935 | 3 Mân Huệ Tông Vương Diên Quân ?-926-933-935 |  |  | 5 Mân Cảnh Tông Vương Diên Hy ?-939-944-? | 5 Mân Cảnh Tông Vương Diên Hy ?-939-944-? | 5 Mân Cảnh Tông Vương Diên Hy ?-939-944-? | 5 Mân Cảnh Tông Vương Diên Hy ?-939-944-? | 5 Mân Cảnh Tông Vương Diên Hy ?-939-944-? | 5 Mân Cảnh Tông Vương Diên Hy ?-939-944-? |  |  | 6 Ân Cung Ý Phúc Vương Vương Diên Chính ?-943-945-951 | 6 Ân Cung Ý Phúc Vương Vương Diên Chính ?-943-945-951 | 6 Ân Cung Ý Phúc Vương Vương Diên Chính ?-943-945-951 | 6 Ân Cung Ý Phúc Vương Vương Diên Chính ?-943-945-951 | 6 Ân Cung Ý Phúc Vương Vương Diên Chính ?-943-945-951 | 6 Ân Cung Ý Phúc Vương Vương Diên Chính ?-943-945-951 |  |  |  |  |  |  |  |  |  |  |  |  |
| 2 Mân Tự Chủ Vương Diên Hàn ?-925-926 | 2 Mân Tự Chủ Vương Diên Hàn ?-925-926 | 2 Mân Tự Chủ Vương Diên Hàn ?-925-926 | 2 Mân Tự Chủ Vương Diên Hàn ?-925-926 | 2 Mân Tự Chủ Vương Diên Hàn ?-925-926 | 2 Mân Tự Chủ Vương Diên Hàn ?-925-926 |  |  | 3 Mân Huệ Tông Vương Diên Quân ?-926-933-935 | 3 Mân Huệ Tông Vương Diên Quân ?-926-933-935 | 3 Mân Huệ Tông Vương Diên Quân ?-926-933-935 | 3 Mân Huệ Tông Vương Diên Quân ?-926-933-935 | 3 Mân Huệ Tông Vương Diên Quân ?-926-933-935 | 3 Mân Huệ Tông Vương Diên Quân ?-926-933-935 |  |  | 5 Mân Cảnh Tông Vương Diên Hy ?-939-944-? | 5 Mân Cảnh Tông Vương Diên Hy ?-939-944-? | 5 Mân Cảnh Tông Vương Diên Hy ?-939-944-? | 5 Mân Cảnh Tông Vương Diên Hy ?-939-944-? | 5 Mân Cảnh Tông Vương Diên Hy ?-939-944-? | 5 Mân Cảnh Tông Vương Diên Hy ?-939-944-? |  |  | 6 Ân Cung Ý Phúc Vương Vương Diên Chính ?-943-945-951 | 6 Ân Cung Ý Phúc Vương Vương Diên Chính ?-943-945-951 | 6 Ân Cung Ý Phúc Vương Vương Diên Chính ?-943-945-951 | 6 Ân Cung Ý Phúc Vương Vương Diên Chính ?-943-945-951 | 6 Ân Cung Ý Phúc Vương Vương Diên Chính ?-943-945-951 | 6 Ân Cung Ý Phúc Vương Vương Diên Chính ?-943-945-951 |  |  |  |  |  |  |  |  |  |  |  |  |
|                                       |                                       |                                       |                                       |                                       |                                       |  |  | 4Mân Khang Tông Vương Kế Bằng ?-935-939      |                                              |                                              |                                              |                                              |                                              |  |  |                                           |                                           |                                           |                                           |                                           |                                           |  |  |                                                       |                                                       |                                                       |                                                       |                                                       |                                                       |  |  |  |  |  |  |  |  |  |  |  |  |